# Liste der Straßennamen von Lauda-Königshofen

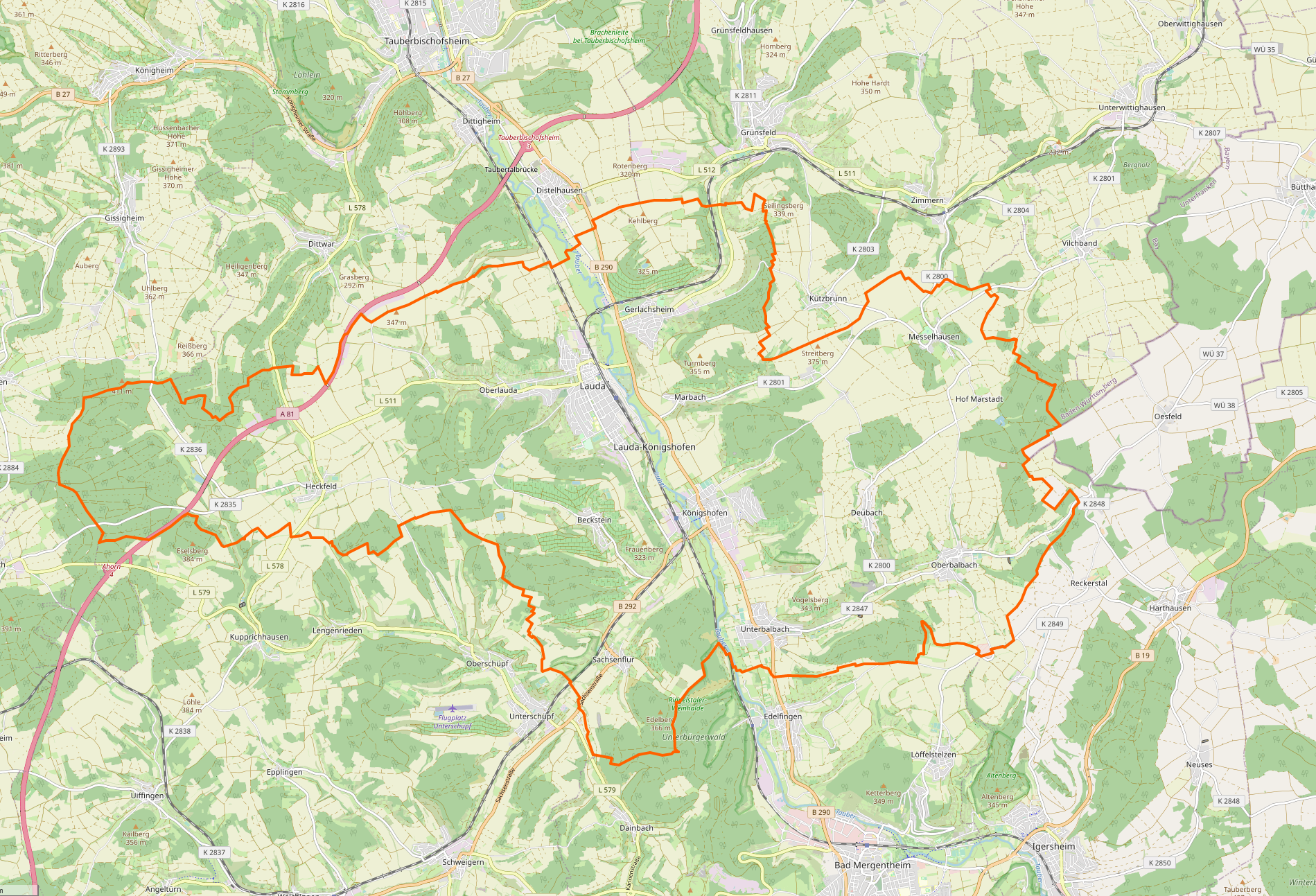
Gemarkung und Lage der Stadt Lauda-Königshofen

Wappen der Stadt Lauda-Königshofen

Diese Liste der Straßennamen von Lauda-Königshofen zeigt die Namen der aktuellen und historischen Straßen, Gassen, Wege und Plätze der Stadt Lauda-Königshofen und deren Stadtteile (Beckstein, Deubach mit dem Hof Sailtheim, Gerlachsheim, Heckfeld, Königshofen mit den Häusern Elektrizitätswerk Neumühle und Roter Rain, Lauda, Marbach, Messelhausen mit den Weilern Hofstetten und Marstadt, Oberbalbach, Oberlauda, Sachsenflur mit dem Haus Breite Mühle und Unterbalbach mit den Häusern Mühle und Bahnstation Unterbalbach) sowie deren Namensherkunft, Namensgeber oder Bedeutung, sofern bekannt.
Der Artikel ist Teil der übergeordneten Liste der Straßennamen im Main-Tauber-Kreis. Die Liste erhebt keinen Anspruch auf Vollständigkeit.
| Rad- und Wanderwege – Einzelnachweise – Weblinks |

## A

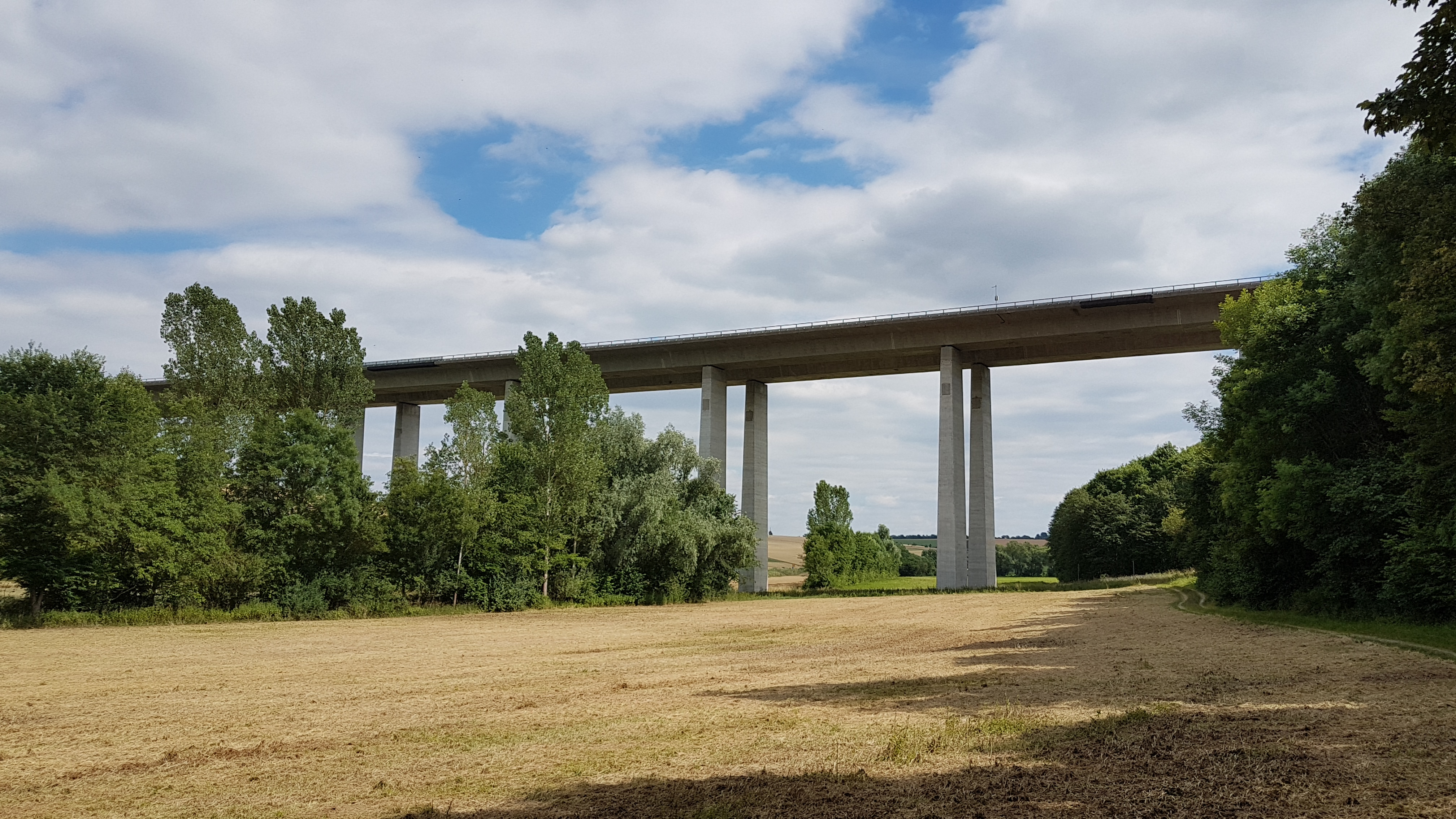
Die Muckbachtalbrücke der A 81 bei Heckfeld

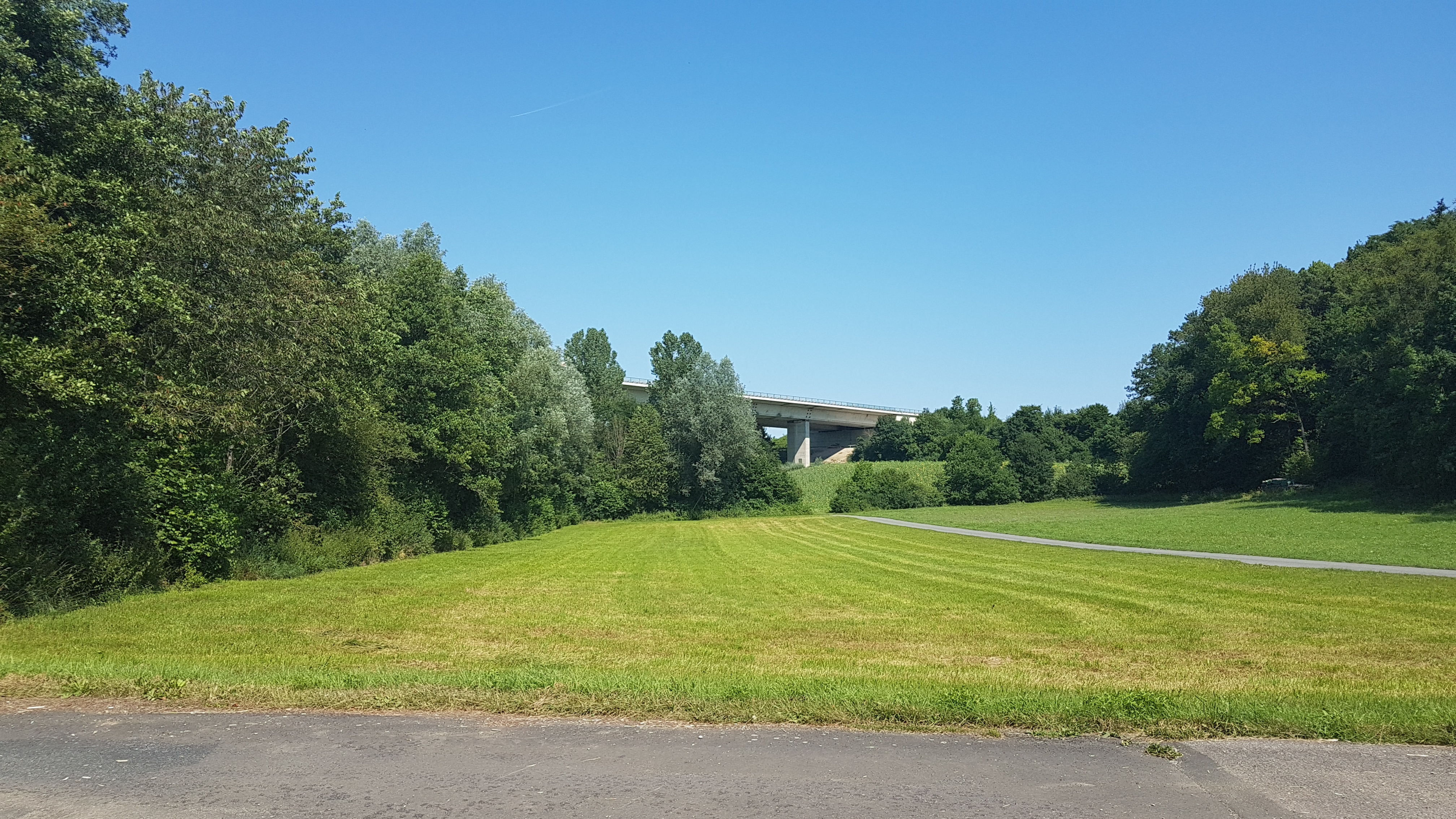
Die Schüpfbachtalbrücke der A 81 beim Heckfelder See; Im Vordergrund der Schüpfbachtalradweg

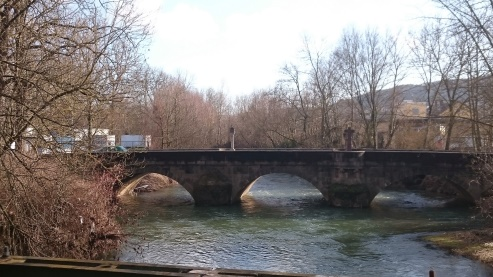
Historische Tauberbrücke,
Am Wörth

- A 81 – Die Bundesautobahn 81 (von Würzburg bis Gottmadingen) überquert mit der „Muckbachtalbrücke“ das Muckbachtal beim Stadtteil Heckfeld und mit der „Schüpfbachtalbrücke“ das Schüpfbachtal beim Heckfelder See.
- A.-Kolping-Platz – im Stadtteil Lauda; benannt nach Adolph Kolping
- Abt-Hauck-Straße – im Stadtteil Gerlachsheim
- Abt-Knittel-Allee – im Stadtteil Lauda; benannt nach Benedikt Knittel
- Adlergasse – im Stadtteil Messelhausen
- Ahornweg – im Stadtteil Lauda
- Alban-Stolz-Straße – im Stadtteil Königshofen
- Alemannenweg – im Stadtteil Lauda
- Alois-Kimmelmann-Straße – im Stadtteil Königshofen
- Alte Miltenberger Steige – im Stadtteil Lauda
- Altenbergstraße – im Stadtteil Lauda
- Altenhausweg – im Stadtteil Sachsenflur
- Alter Markt – im Stadtteil Königshofen
- Altseestraße – im Stadtteil Lauda
- Am Bildstock – im Stadtteil Königshofen
- Am Blösberg – im Stadtteil Marbach
- Am Breitenstein – im Stadtteil Königshofen
- Am Hexenstock – im Stadtteil Königshofen
- Am Höllrain – im Stadtteil Oberbalbach
- Am Hummelacker – im Stadtteil Beckstein
- Am Keltenberg – im Stadtteil Unterbalbach
- Am Kirchberg – im Stadtteil Heckfeld
- Am Lagerhaus – im Stadtteil Königshofen
- Am Nonnenberg – im Stadtteil Beckstein
- Am Schützenhaus – im Stadtteil Deubach
- Am Tauberberg – im Stadtteil Gerlachsheim
- Am Taubersteg – im Stadtteil Königshofen
- Am Vogelsang – im Stadtteil Oberbalbach
- Am Vogelsberg – im Stadtteil Unterbalbach
- Am Wöllerspfad – im Stadtteil Königshofen
- Am Wörth – im Stadtteil Lauda
- Amalienstraße – im Stadtteil Königshofen
- Amtmannsweg – im Stadtteil Unterbalbach
- An den Obstwiesen – im Stadtteil Beckstein
- An den Spatzenäckern – im Stadtteil Königshofen
- An der Leimgrube – im Stadtteil Beckstein
- An der Schütt – im Stadtteil Königshofen
- An der Stadtmauer – im Stadtteil Lauda
- An der Steinklinge – im Stadtteil Oberlauda
- An der Ziegelhütte – im Stadtteil Königshofen
- Anne-Frank-Straße – im Stadtteil Lauda, benannt nach Anne Frank
- Antoniusstraße – im Stadtteil Königshofen, siehe auch die Antoniuskapelle in Königshofen
- Aschhausenstraße – im Stadtteil Lauda
- Augustinus-Rundweg – beim Stadtteil Messelhausen

## B

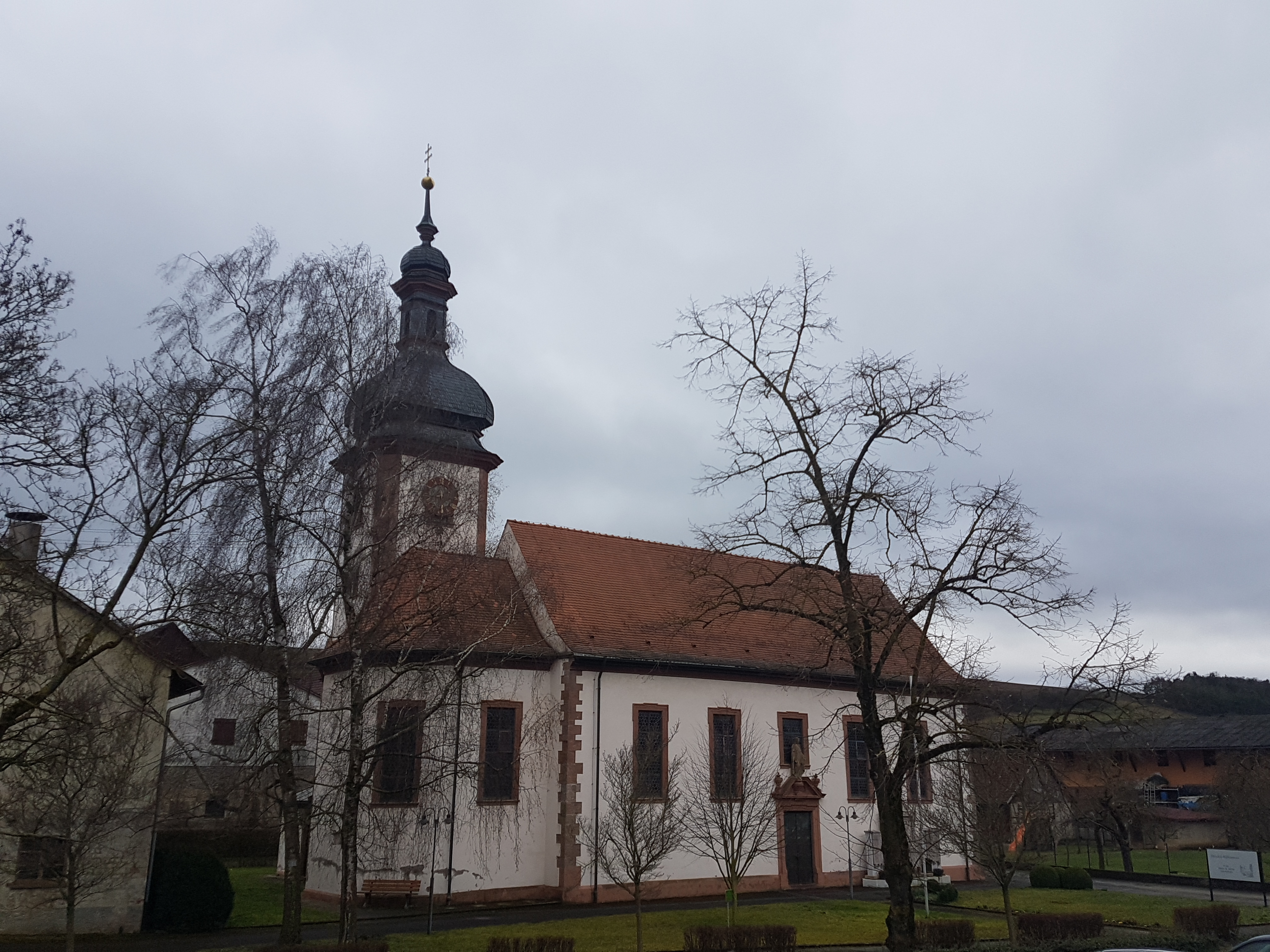
St. Georg, Balbachtalstraße 30

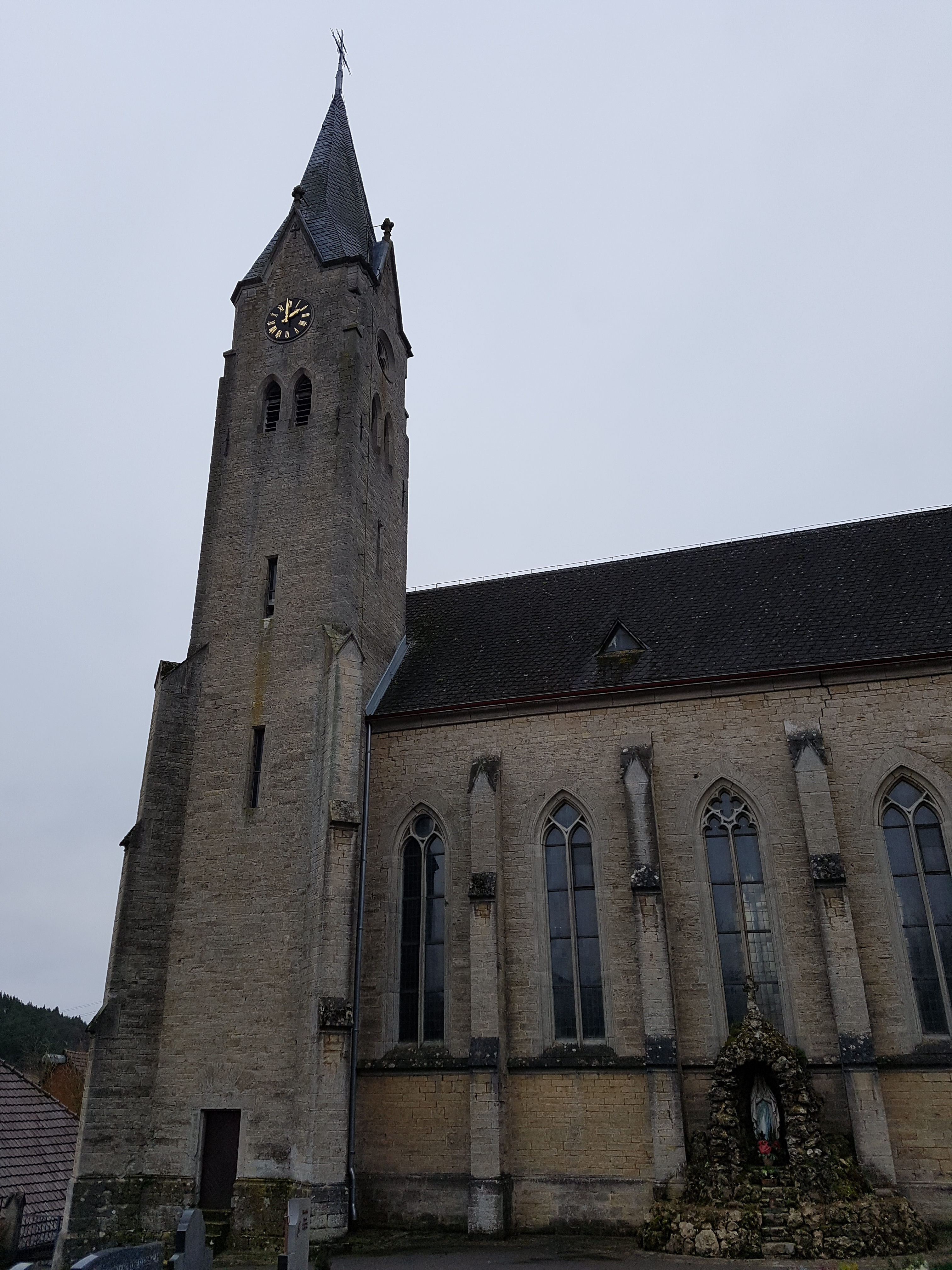
St. Antonius, Brechdarrenweg 2

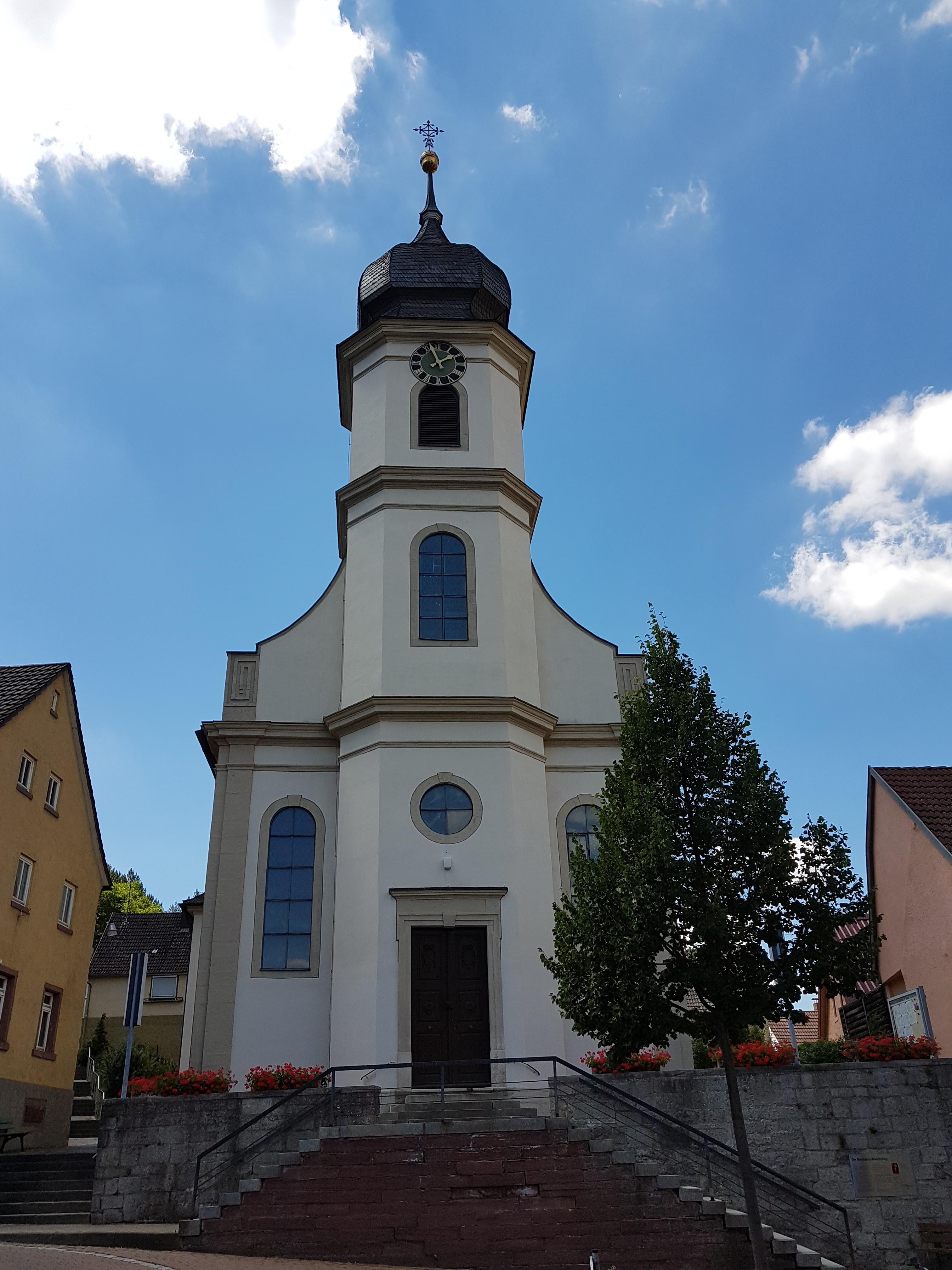
St. Martin, Brunnenstraße 43

- B 290 – Die Bundesstraße 290 beginnt bei Tauberbischofsheimer und führt über Lauda-Königshofen und Bad Mergentheim bis nach Westhausen.
- B 292 – In den Stadtteilen Königshofen und Sachsenflur
- Bachgasse – im Stadtteil Lauda
- Bachmühle – im Stadtteil Königshofen
- Badstraße – im Stadtteil Lauda
- Bahnhofstraße – im Stadtteil Lauda, benannt nach dem Bahnhof Lauda
- Balbachtalstraße – im Stadtteil Oberbalbach, als Ortsdurchgangsstraße, auch als K 2847 bezeichnet
- Barbara-Brennfleck-Straße – im Stadtteil Lauda
- Baumaichengasse – im Stadtteil Lauda
- Bayernweg – im Stadtteil Lauda
- Becksteiner Straße – im Stadtteil Lauda in Richtung des Stadtteils Beckstein
- Beethovenstraße – im Stadtteil Unterbalbach
- Bergstraße – im Stadtteil Lauda
- Bienenstraße – im Stadtteil Heckfeld
- Bildweg – im Stadtteil Unterbalbach
- Birkenweg – im Stadtteil Lauda
- Bischofsheimer Weg – im Stadtteil Lauda in Richtung Tauberbischofsheim
- Blumenstraße – im Stadtteil Heckfeld
- Bodelschwinghstraße – im Stadtteil Königshofen
- Böttchergasse – im Stadtteil Oberlauda
- Brahmsstraße – im Stadtteil Lauda
- Brechdarrenweg – im Stadtteil Deubach
- Brückenstraße – im Stadtteil Gerlachsheim
- Brucknerstraße – im Stadtteil Unterbalbach
- Brunnenstraße – im Stadtteil Oberlauda, als Ortsdurchgangsstraße (zum Teil mit Einbahnstraßen-Regelung); vor und nach dem Ort als L 511 bezeichnet.
- Brünnleinsweg – im Stadtteil Sachsenflur
- Buchenweg – im Stadtteil Lauda
- Buchlerstraße – im Stadtteil Gerlachsheim
- Buchrainstraße – im Stadtteil Unterbalbach
- Bürgermeister-Kolb-Straße – im Stadtteil Unterbalbach, als Ortsdurchgangsstraße, auch als B 290 geführt
- Bürgermeister-Weid-Straße – im Stadtteil Königshofen
- Burgweg – im Stadtteil Unterbalbach
- Burgwiesenstraße – im Stadtteil Unterbalbach, erinnert an die abgegangene Obere Burg Unterbalbach (siehe auch die ebenfalls abgegangene Untere Burg Unterbalbach in der Straße Untere Burg)
- Bussardweg – im Stadtteil Königshofen
- Bützleinsweg – im Stadtteil Oberbalbach

## C
- Carl-Reichert-Weg – im Stadtteil Lauda

## D
- Dekan-Schork-Straße – im Stadtteil Königshofen
- Deubacher Straße – im Stadtteil Königshofen, in Richtung des Stadtteils Deubach
- Deutschordensstraße – im Stadtteil Deubach, als Ortsdurchgangsstraße, auch als K 2800 bezeichnet.
- Dr.-Rudolf-Wobser-Straße – im Stadtteil Lauda; benannt nach dem Gründer der Firma Lauda Dr. R. Wobser
- Dürrwiesenstraße – im Stadtteil Unterbalbach

## E
- Eichenweg – im Stadtteil Lauda
- Eichholzweg – im Stadtteil Oberbalbach
- Eichhornweg – im Stadtteil Königshofen
- Eichwaldstraße – im Stadtteil Lauda
- Eisbergstraße – in den Stadtteilen Lauda und Oberlauda, an der Grenze der Teilgemarkungen
- Eisenbahnstraße – im Stadtteil Königshofen
- Elsternweg – im Stadtteil Königshofen
- Emil-Kern-Straße – im Stadtteil Gerlachsheim
- Erlenweg – im Stadtteil Unterbalbach

## F

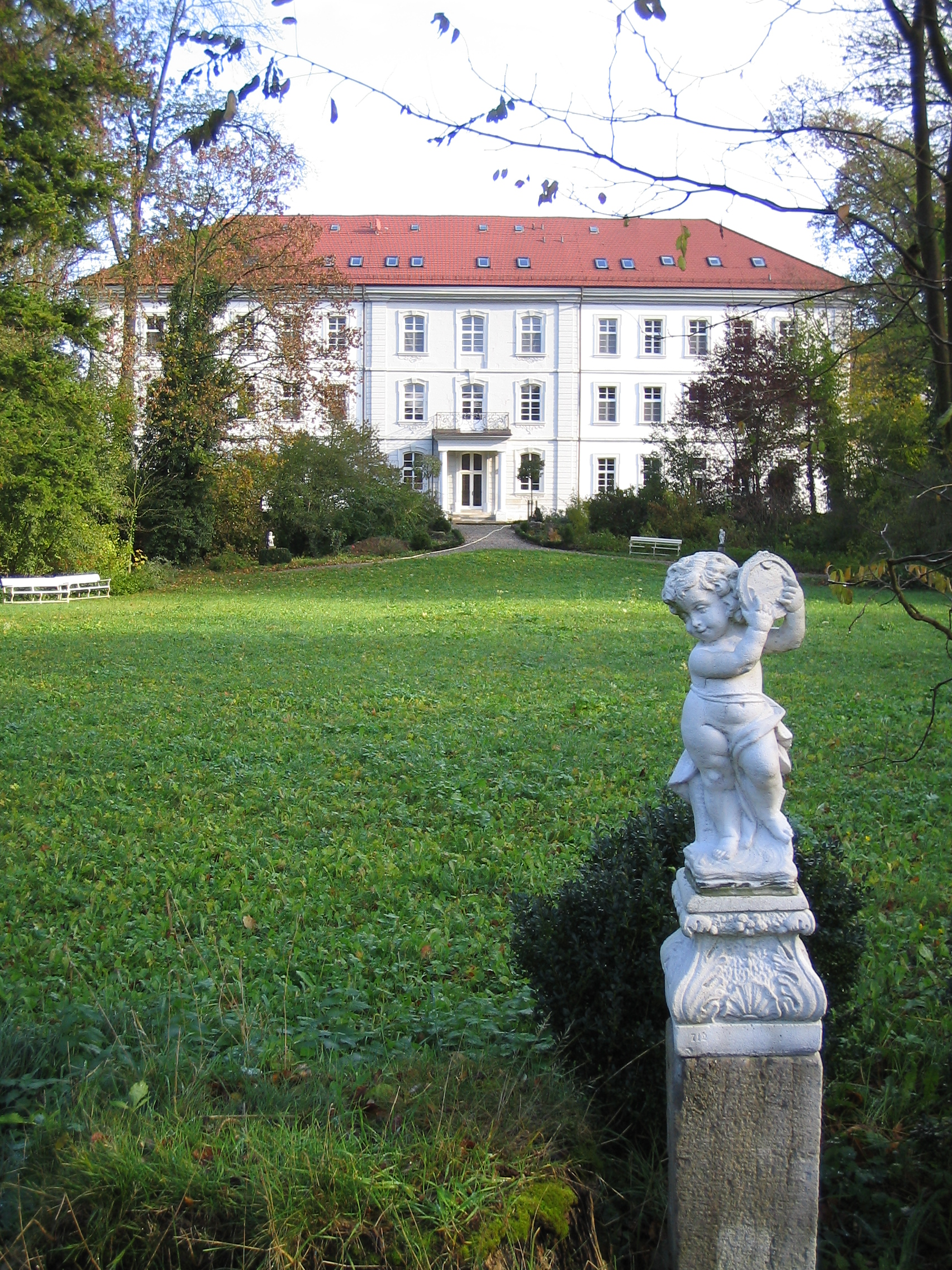
Schloss Messelhausen,
Freiherr-von-Zobel-Straße 39

- Fabrikstraße – im Stadtteil Königshofen
- Falkenstraße – im Stadtteil Königshofen
- Fasanenweg – im Stadtteil Königshofen
- Feuerseeweg – im Stadtteil Deubach
- Fichtenstraße – im Stadtteil Gerlachsheim
- Finkenschlag – im Stadtteil Königshofen
- Florian-Geyer-Straße – im Stadtteil Königshofen, benannt nach Florian Geyer
- Flürleinsweg – im Stadtteil Lauda
- Flurstraße – im Stadtteil Lauda
- Forellenweg – im Stadtteil Königshofen
- Frankenbergstraße – im Stadtteil Marbach
- Frankenstraße – im Stadtteil Gerlachsheim
- Freiherr-von-Zobel-Straße – im Stadtteil Messelhausen, benannt nach der Familie von Zobel, Teil der Ortsdurchgangsstraße, auch als K 2810 geführt
- Friedensstraße – im Stadtteil Lauda
- Friedhofstraße – im Stadtteil Gerlachsheim
- Friedrich-Ebert-Straße – im Stadtteil Gerlachsheim, benannt nach Friedrich Ebert
- Friedrichstraße – im Stadtteil Königshofen
- Fröbelweg – im Stadtteil Lauda
- Frühlingsstraße – im Stadtteil Oberbalbach
- Fürstenwerthstraße – im Stadtteil Gerlachsheim

## G

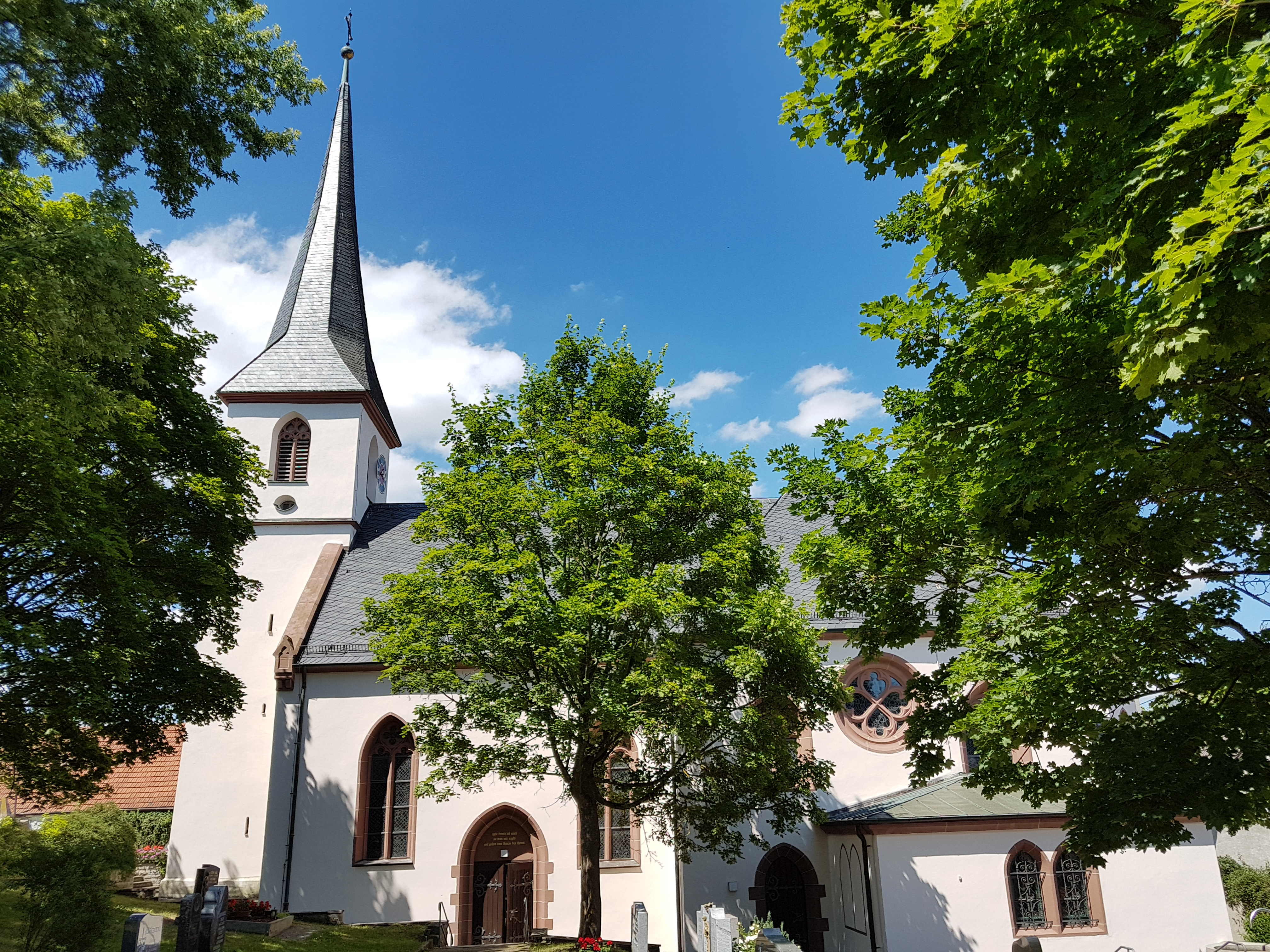
St. Vitus, Gissigheimer Straße 33

- Ganghoferstraße – im Stadtteil Königshofen
- Gartenstraße – im Stadtteil Lauda
- Gärtnereiweg – im Stadtteil Königshofen
- Gäßlein – im Stadtteil Unterbalbach
- Gäßleinsweg – im Stadtteil Lauda
- Geisbergstraße – im Stadtteil Beckstein
- Georgsmühle – im Stadtteil Oberbalbach, bei der gleichnamigen Georgsmühle
- Gerlachstraße – im Stadtteil Gerlachsheim
- Gesellenhausweg – im Stadtteil Königshofen
- Gewerbestraße – im Stadtteil Königshofen
- Gissigheimer Straße – im Stadtteil Heckfeld, in Richtung Gissigheim, auch als K 2835 bezeichnet
- Goethestraße – im Stadtteil Lauda
- Grabenweg – im Stadtteil Unterbalbach
- Grünbachstraße – im Stadtteil Gerlachsheim

## H
- Hadergasse – im Stadtteil Beckstein
- Häfnergasse – im Stadtteil Lauda
- Hauptstraße – im Stadtteil Königshofen, als Ortsdurchgangsstraße, auch als B 290 geführt
- Heckfelder Straße – im Stadtteil Oberlauda, in Richtung des Stadtteils Heckfeld
- Heinrich-Mohr-Straße – im Stadtteil Lauda
- Hermann-Haefner-Weg – im Stadtteil Königshofen
- Herrenbergstraße – im Stadtteil Gerlachsheim
- Hetzenbergstraße – im Stadtteil Oberbalbach
- Himmelspfad – im Stadtteil Königshofen
- Hochrain – im Stadtteil Unterbalbach
- Hochtalstraße – im Stadtteil Gerlachsheim
- Hof Sailtheim – im Weiler Hof Sailtheim
- Hofackerweg – im Stadtteil Beckstein
- Hofwiesenweg – im Stadtteil Heckfeld
- Hohenloher Straße – im Stadtteil Lauda
- Hohstadtweg – im Stadtteil Sachsenflur
- Hugo-Wolf-Straße – im Stadtteil Lauda

## I
- I-PARK TAUBERFRANKEN – im Stadtteil Lauda, im Bereich des ehemaligen Bundeswehrgeländes nach der Konversion entstanden
- Im alten See – im Stadtteil Lauda
- Im Häuslein – im Stadtteil Sachsenflur
- Im Ramstal – im Stadtteil Lauda
- Im Weißen Bild – im Stadtteil Lauda
- Industriestraße – im Stadtteil Lauda
- Inselstraße – im Stadtteil Lauda, führt unter der Frankenbahntrasse hindurch in Richtung der Tauberinsel Lauda

## J
- Jägerstraße – im Stadtteil Messelhausen
- Jahnstraße – im Stadtteil Lauda
- Joh.-Rudolf-Zumsteeg-Straße – im Stadtteil Sachsenflur, benannt nach Johann Rudolf Zumsteeg
- Johann-Martin-Schleyer-Straße – im Stadtteil Oberlauda, benannt nach Johann Martin Schleyer, geboren im Stadtteil Oberlauda, nach ihm wurde auch das Martin-Schleyer-Gymnasium Lauda benannt
- Josef-Schmitt-Straße – im Stadtteil Lauda, benannt nach Josef Schmitt, geboren in Lauda, vor Ort befindet sich auch die nach ihm benannte Josef-Schmitt-Realschule Lauda
- Julius-Echter-Straße – im Stadtteil Lauda, benannt nach Julius Echter von Mespelbrunn
- Juliusstraße – im Stadtteil Lauda

## K

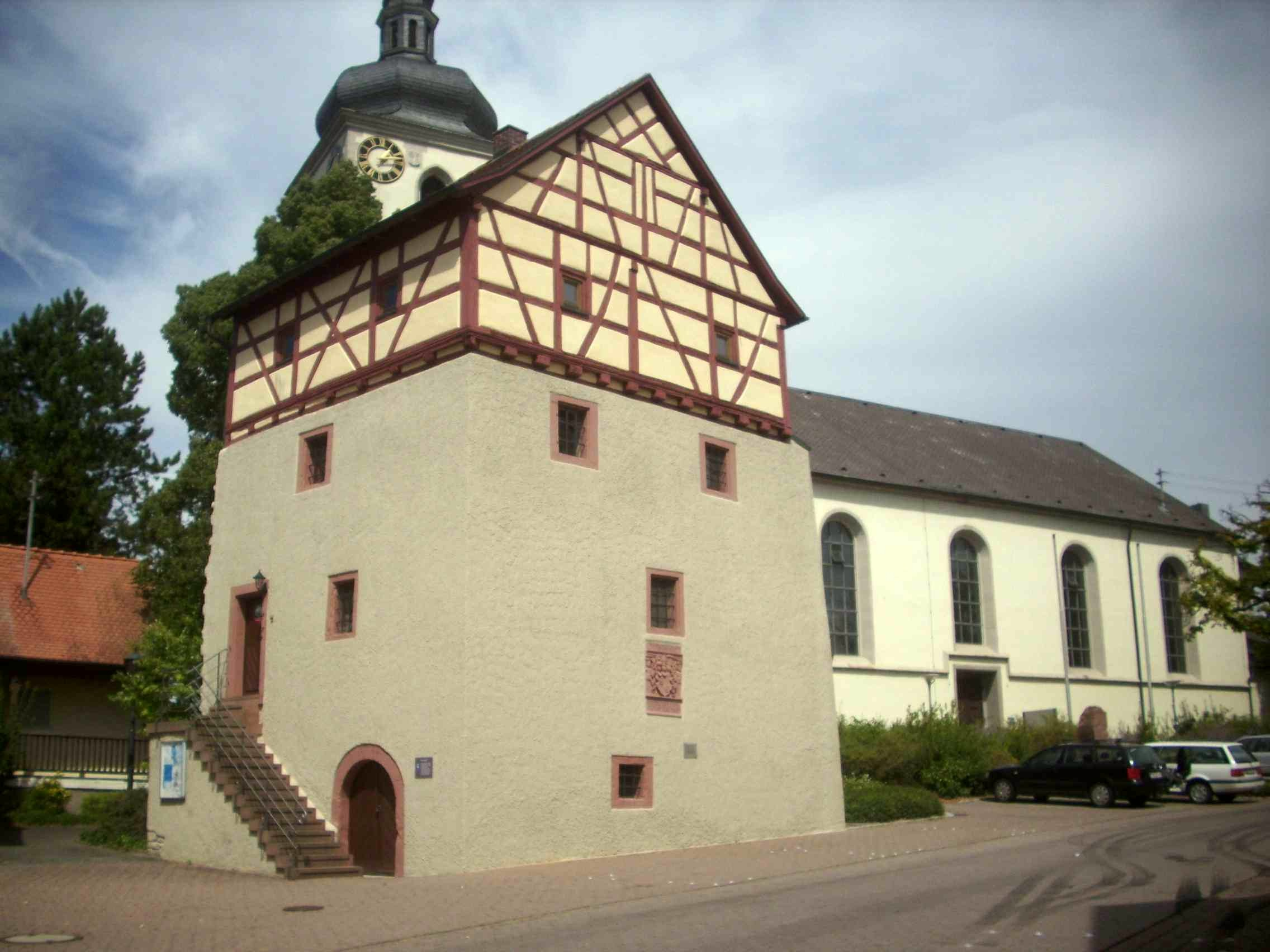
Zehnthaus (Kirchstraße 17) und
St. Mauritius (Kirchstraße 19)

- K 2800 – in den Stadtteilen Messelhausen und Deubach
- K 2801 – in den Stadtteilen Marbach und Messelhausen
- K 2802 – vom Grünsfelder Stadtteil Kützbrunn in Richtung des Lauda-Königshofener Stadtteils Messelhausen
- K 2832 – in Lauda und Königshofen
- K 2835 – im Stadtteil Heckfeld
- K 2847 – in den Stadtteilen Unterbalbach und Oberbalbach
- Kailberg – im Stadtteil Sachsenflur
- Kaiser-Karl-Straße – im Stadtteil Königshofen
- Kaiser-Ludwig-Straße – im Stadtteil Lauda
- Kaiserstraße – im Stadtteil Heckfeld, als Ortsdurchgangsstraße (in Richtung Dittwar bzw. Oberlauda sowie in Richtung Kupprichhausen), vor und nach dem Ort als L 578 bezeichnet
- Kapellenstraße – im Stadtteil Lauda
- Käppeleweg – im Stadtteil Königshofen
- Karl-Schreck-Straße – im Stadtteil Lauda
- Karpatenstraße – im Stadtteil Lauda
- Käthe-Kollwitz-Weg – im Stadtteil Lauda, benannt nach Käthe Kollwitz
- Keltenstraße – im Stadtteil Gerlachsheim
- Kernerstraße – im Stadtteil Gerlachsheim
- Kiefernweg – im Stadtteil Königshofen
- Kiesgärten – im Stadtteil Unterbalbach
- Kirchbergstraße – im Stadtteil Beckstein
- Kirchengasse – im Stadtteil Oberlauda, im Bereich der St.-Martins-Kirche
- Kirchholzstraße – im Stadtteil Messelhausen
- Kirchstraße – im Stadtteil Königshofen
- Klingenweg – im Stadtteil Oberbalbach
- Klostergasse – im Stadtteil Oberlauda
- Kolpingweg – im Stadtteil Lauda
- Königshöfer Weg – im Stadtteil Beckstein, in Richtung Königshofen
- Korngasse – im Stadtteil Lauda
- Kreutzerstraße – im Stadtteil Unterbalbach
- Kreuzstraße – im Stadtteil Gerlachsheim
- Kreuzweg – im Stadtteil Oberlauda; dort befindet sich ein Freilandkreuzweg zu einer Mariengrotte; ein weiterer Freilandkreuzweg befindet sich in der Friedhofsmauer des Ortes
- Krümmelinstraße – im Stadtteil Unterbalbach
- Kugelgraben – im Stadtteil Lauda
- Kurze Gasse – im Stadtteil Sachsenflur
- Kützbrunner Straße – im Stadtteil Messelhausen, in Richtung des Grünsfelder Stadtteils Kützbrunn

## L
- L 511 – in den Stadtteilen Gerlachsheim, Lauda und Oberlauda
- L 578 – im Stadtteil Heckfeld
- Laudaer Straße – im Stadtteil Beckstein, in Richtung Lauda
- Leopoldstraße – im Stadtteil Königshofen
- Lerchenbaum – im Stadtteil Messelhausen
- Lerchenstraße – im Stadtteil Lauda
- Lienhart-Beys-Straße – im Stadtteil Lauda
- Lindenstraße – im Stadtteil Gerlachsheim
- Loewestraße – im Stadtteil Lauda
- Löhlein – im Stadtteil Messelhausen
- Lückenweg – im Stadtteil Heckfeld
- Luisenstraße – im Stadtteil Lauda

## M
- Maierstraße – im Stadtteil Lauda
- Margarete-Steiff-Weg – im Stadtteil Lauda
- Marienstraße – im Stadtteil Lauda
- Marktplatz – im Stadtteil Lauda
- Markus-Freund-Straße – im Stadtteil Sachsenflur
- Mauritiusstraße – im Stadtteil Königshofen, siehe auch die Kirche St. Mauritius in Königshofen
- Meisenweg – im Stadtteil Königshofen
- Mergentheimer Straße – im Stadtteil Oberbalbach, in Richtung Bad Mergentheim
- Messelhäuser Straße – im Stadtteil Oberbalbach, in Richtung Messelhausen
- Messestraße – im Stadtteil Königshofen
- Metzenäcker – im Stadtteil Sachsenflur
- Metzlerstraße – im Stadtteil Königshofen
- Mittelgasse – im Stadtteil Sachsenflur
- Mörikeweg – im Stadtteil Lauda
- Mozartstraße – im Stadtteil Unterbalbach
- Muckbachtalbrücke – Brücke der A 81 beim Stadtteil Heckfeld
- Mühlgasse – im Stadtteil Gerlachsheim
- Mühlhof – im Stadtteil Gerlachsheim

## N
- Nebengassenweg – im Stadtteil Sachsenflur
- Neidhansenweg – im Stadtteil Lauda
- Nelkenstraße – im Stadtteil Gerlachsheim
- Neubaustraße – im Stadtteil Messelhausen

## O
- Oberbalbacher Straße – im Stadtteil Unterbalbach, führt in Richtung Oberbalbach
- Obere Dorfstraße – im Stadtteil Deubach
- Obere Gasse – im Stadtteil Sachsenflur
- Obere Mauerstraße – im Stadtteil Königshofen, siehe auch Untere Mauerstraße
- Obere Mühlstraße – im Stadtteil Unterbalbach, siehe auch Untere Mühlstraße
- Obere Raingasse – im Stadtteil Oberlauda, siehe auch Untere Raingasse
- Obere Torgasse – im Stadtteil Lauda
- Oberer Grabenweg – im Stadtteil Königshofen, siehe auch Unterer Grabenweg
- Oberer Mühlenblick – im Stadtteil Oberbalbach, mit Blick in Richtung Georgsmühle, siehe auch Unterer Mühlenblick
- Oberes Flürlein – im Stadtteil Lauda, im Bereich des Bergfriedhofes
- Oberlaudaer Straße – zwischen den Stadtteilen Lauda und Oberlauda (auch als L 511 geführt).
- Ochsengasse – im Stadtteil Lauda
- Ölbergstraße – im Stadtteil Lauda

## P
- Pater-Appelmann-Straße – im Stadtteil Gerlachsheim
- Pestalozziweg – im Stadtteil Lauda
- Pfalzstraße – im Stadtteil Königshofen
- Pfarrstraße – im Stadtteil Lauda
- Pfützenäcker – im Stadtteil Gerlachsheim
- Philipp-Adam-Ulrich-Straße – im Stadtteil Lauda, benannt nach Philipp Adam Ulrich
- Planken – im Stadtteil Beckstein
- Poststraße – im Stadtteil Lauda

## R

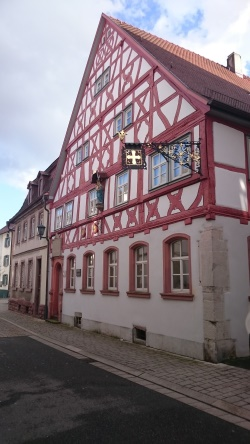
Ulrich-Haus mit Heimatmuseum, Rathausstraße 25

- Rainholzweg – im Stadtteil Oberbalbach
- Rathausstraße – im Stadtteil Lauda
- Rebenweg – im Stadtteil Königshofen
- Rebgutstraße – zwischen den Stadtteilen Lauda und Oberlauda
- Reiferscheidstraße – im Stadtteil Gerlachsheim
- Richard-Trunk-Straße – im Stadtteil Lauda
- Riedweg – im Stadtteil Sachsenflur
- Rieneckstraße – im Stadtteil Lauda
- Ritterstraße – im Stadtteil Oberlauda
- Römerstraße – im Stadtteil Gerlachsheim
- Rosenbergweg – im Stadtteil Oberlauda
- Rosenstraße – im Stadtteil Gerlachsheim
- Roßbergstraße – im Stadtteil Oberbalbach
- Roßgasse – im Stadtteil Lauda
- Roter Weg – im Stadtteil Königshofen

## S

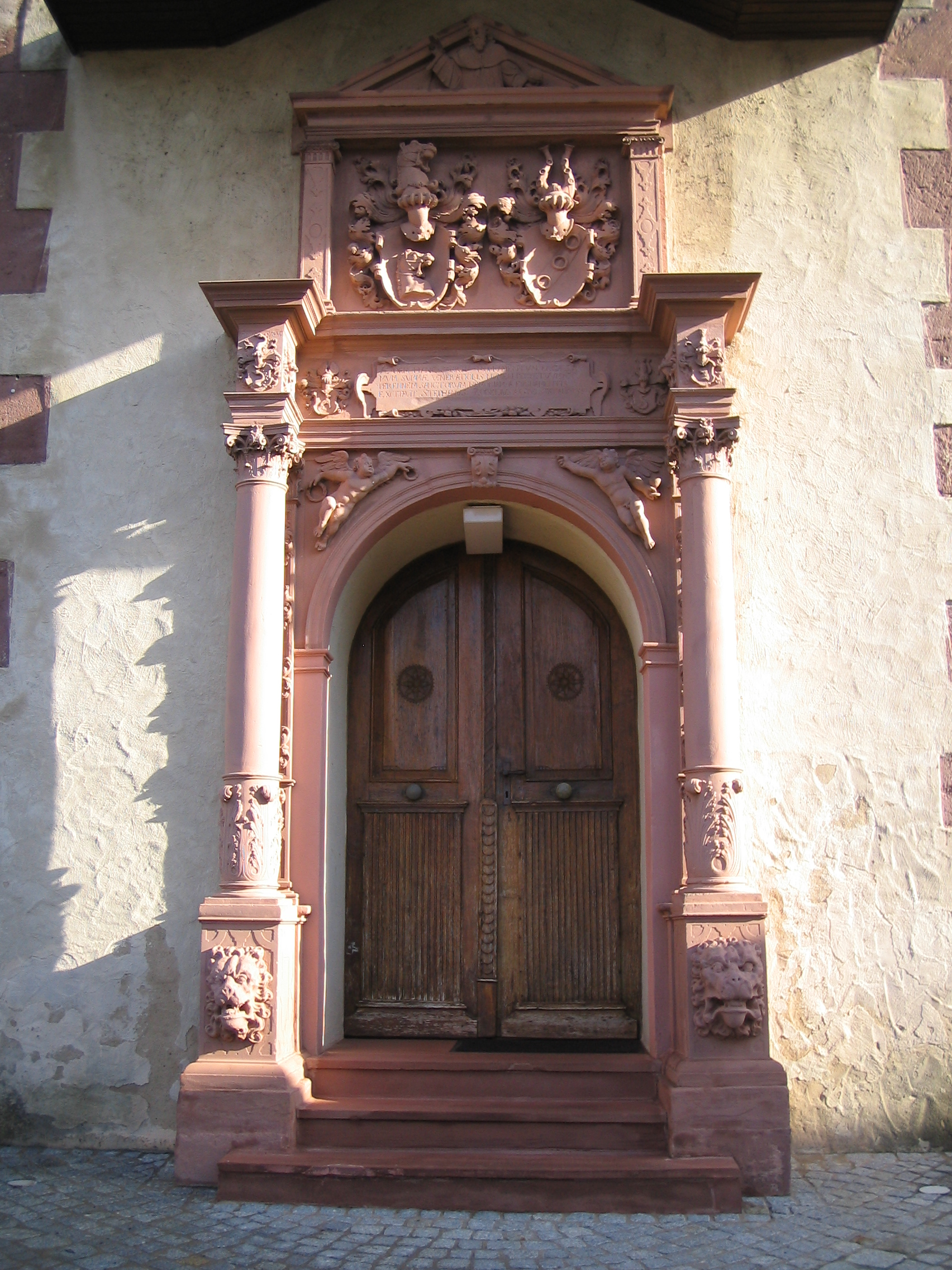
St. Burkhard, St.-Burkhard-Straße 8

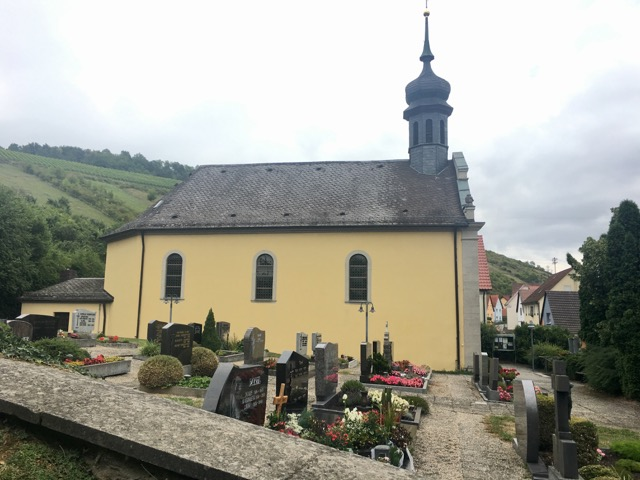
St. Josef, St.-Josef-Straße 4

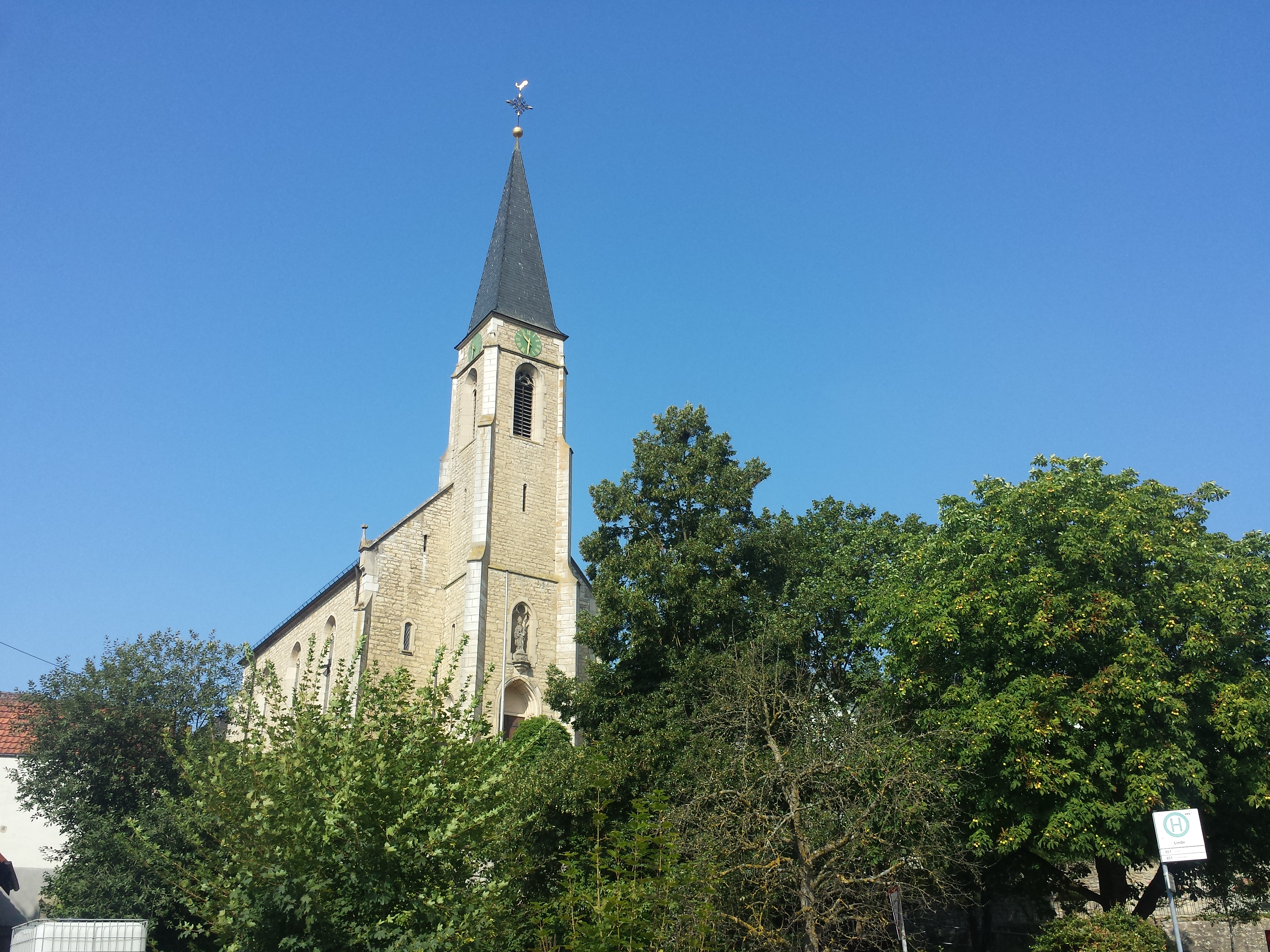
St. Kilian, St.-Kilian-Straße 1

- Sachsenflurer Straße – im Stadtteil Königshofen, in Richtung Sachsenflur, auch als B 292 geführt
- Sachsenstraße – im Stadtteil Sachsenflur, als Ortsdurchgangsstraße, auch als B 292 geführt
- Sailtheimer Straße – im Stadtteil Königshofen in Richtung des Weilers Hof Sailtheim
- Schillerstraße – im Stadtteil Lauda
- Schlachthausstraße – im Stadtteil Lauda
- Schlößleinsgasse – im Stadtteil Sachsenflur
- Schloßweg – im Stadtteil Oberlauda, in Richtung der ehemaligen Burg Oberlauda, auch als Bergschloss Oberlauda und Oberes Schloss Oberlauda erwähnt. Es handelt sich abgegangene Spornburg auf dem Schloßberg bei Oberlauda. Der Begriff Oberes Schloss entstand zur Unterscheidung der Burg Oberlauda vom Unteren Schloss Oberlauda.
- Schneebergstraße – im Stadtteil Sachsenflur
- Schorrenstraße – im Stadtteil Heckfeld
- Schreierstraße – im Stadtteil Marbach
- Schubertstraße – im Stadtteil Unterbalbach
- Schulstraße – im Stadtteil Oberlauda, im Bereich der ehemaligen Schule, heute Außenstelle der Gemeinschaftsschule Lauda-Königshofen
- Schumannstraße – im Stadtteil Unterbalbach
- Schüpfbachtalbrücke – Brücke der A 81 beim Heckfelder See, Stadtteil Heckfeld
- Schüpfer Straße – im Stadtteil Heckfeld, in Richtung Oberschüpf und Unterschüpf sowie in Richtung Beckstein
- Schützenstraße – im Stadtteil Königshofen
- Schwabenweg – im Stadtteil Lauda
- Schwalbenstraße – im Stadtteil Marbach
- Seegartenstraße – im Stadtteil Lauda
- Seegasse – im Stadtteil Lauda
- Seilersweg – im Stadtteil Königshofen
- Sieghausstraße – im Stadtteil Königshofen
- Silcherweg – im Stadtteil Lauda
- Söllerswiesen – im Stadtteil Messelhausen
- Sonnenhalde – im Stadtteil Unterbalbach
- Sonnensteige – im Stadtteil Oberbalbach
- Spitalstraße – im Stadtteil Lauda
- Sportplatzweg – im Stadtteil Heckfeld, am örtlichen Sportplatz mit Sportheim des FC Heckfeld
- St.-Burkhard-Straße – im Stadtteil Messelhausen, benannt nach der Pfarrkirche St. Burkhard
- St.-Georg-Straße – im Stadtteil Oberbalbach, benannt nach der Pfarrkirche St. Georg, führt bis zur Georgsmühle
- St.-Josef-Straße – im Stadtteil Marbach, benannt nach der Pfarrkirche St. Josef, als Ortsdurchgangsstraße, auch als K 2801 geführt
- St.-Kilian-Straße – im Stadtteil Beckstein, benannt nach der Pfarrkirche St. Kilian
- St.-Markus-Straße – im Stadtteil Unterbalbach, benannt nach der Pfarrkirche St. Markus
- St.-Veit-Straße – im Stadtteil Gerlachsheim
- Steigweg – im Stadtteil Deubach
- Steinbruchweg – im Stadtteil Lauda
- Sturmfelder Straße – im Stadtteil Unterbalbach
- Sudetenstraße – im Stadtteil Gerlachsheim; nach der Vertreibung der Deutschen aus der Tschechoslowakei ließen sich zahlreiche sudetendeutsche Familien in der Region nieder
- Sützelstraße – im Stadtteil Unterbalbach

## T
- Talstraße – im Stadtteil Oberlauda
- Talwiesenstraße – im Stadtteil Beckstein
- Tannenstraße – im Stadtteil Gerlachsheim
- Tauberstraße – im Stadtteil Lauda
- Taubertor – im Stadtteil Königshofen
- Totenweg – im Stadtteil Deubach
- Tuchweiher – im Stadtteil Königshofen
- Tulpenstraße – im Stadtteil Gerlachsheim
- Turmbergstraße – im Stadtteil Königshofen
- Turnhallenweg – im Stadtteil Königshofen

## U
- Umpferblick – im Stadtteil Königshofen, mit Blick ins Umpfertal
- Umpferstraße – im Stadtteil Königshofen, im Umpfertal
- Untere Burg – im Stadtteil Unterbalbach, erinnert an die abgegangene Untere Burg Unterbalbach (siehe auch die ebenfalls abgegangene Obere Burg Unterbalbach in der Burgwiesenstraße)
- Untere Gasse – im Stadtteil Sachsenflur
- Untere Mauerstraße – im Stadtteil Königshofen, siehe auch Obere Mauerstraße
- Untere Mühlstraße – im Stadtteil Unterbalbach, siehe auch Obere Mühlstraße
- Untere Raingasse – im Stadtteil Oberlauda, siehe auch Obere Raingasse
- Unterer Grabenweg – im Stadtteil Königshofen, siehe auch Oberer Grabenweg
- Unterer Mühlenblick – im Stadtteil Oberbalbach, mit Blick in Richtung Georgsmühle, siehe auch Oberer Mühlenblick
- Urbangasse – im Stadtteil Beckstein

## V
- Vilchbander Straße – im Stadtteil Messelhausen, in Richtung des Wittighäuser Ortsteils Vilchband
- Vogelhain – im Stadtteil Königshofen
- Vogtstraße – im Stadtteil Oberbalbach
- von-Baldersheim-Straße – im Stadtteil Unterbalbach
- von-Ballo-Straße – im Stadtteil Unterbalbach
- Vorstadtstraße – im Stadtteil Oberlauda

## W
- Waaggasse – im Stadtteil Lauda

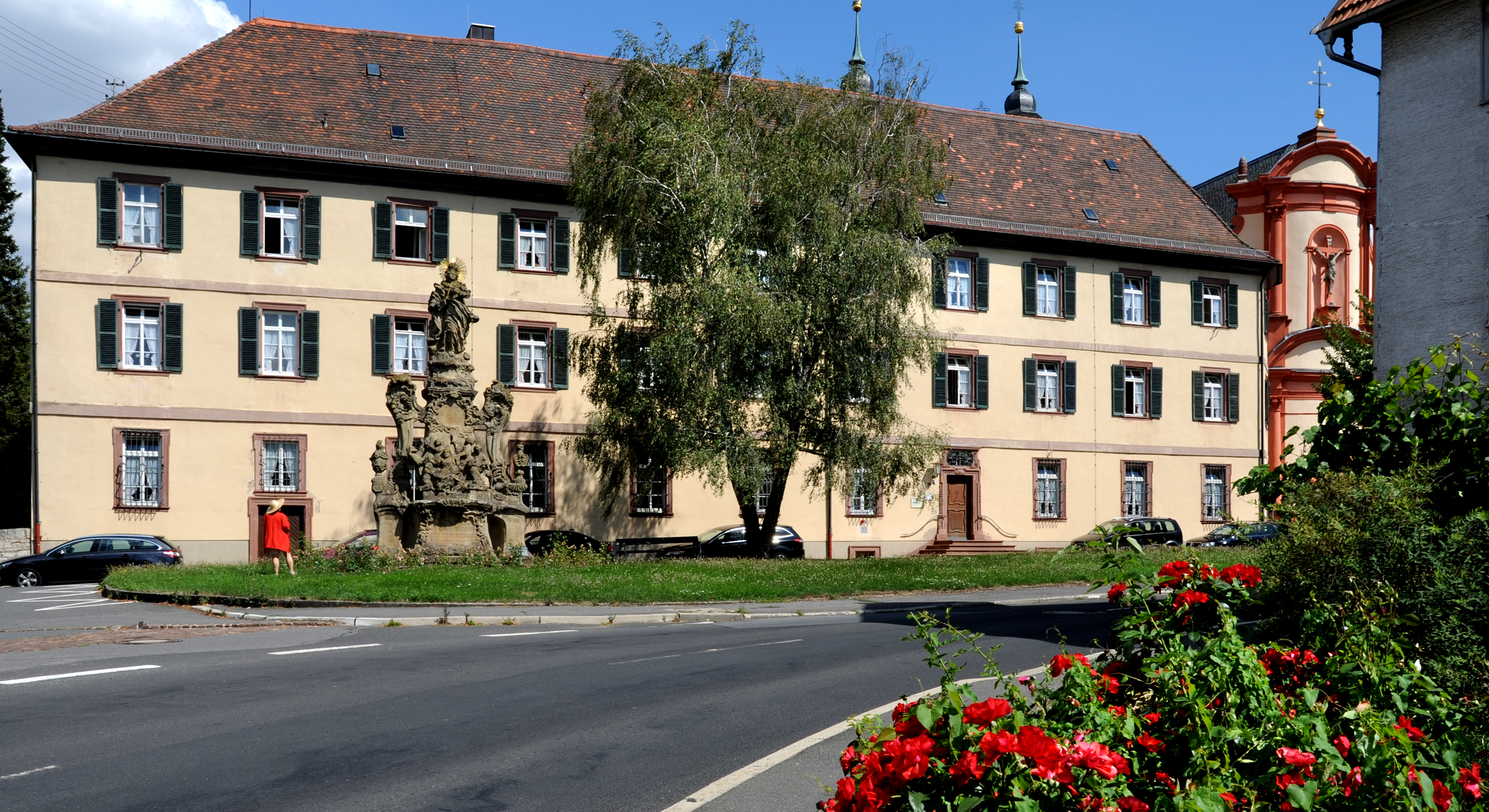
Kloster Gerlachsheim,
Würzburger Straße 79

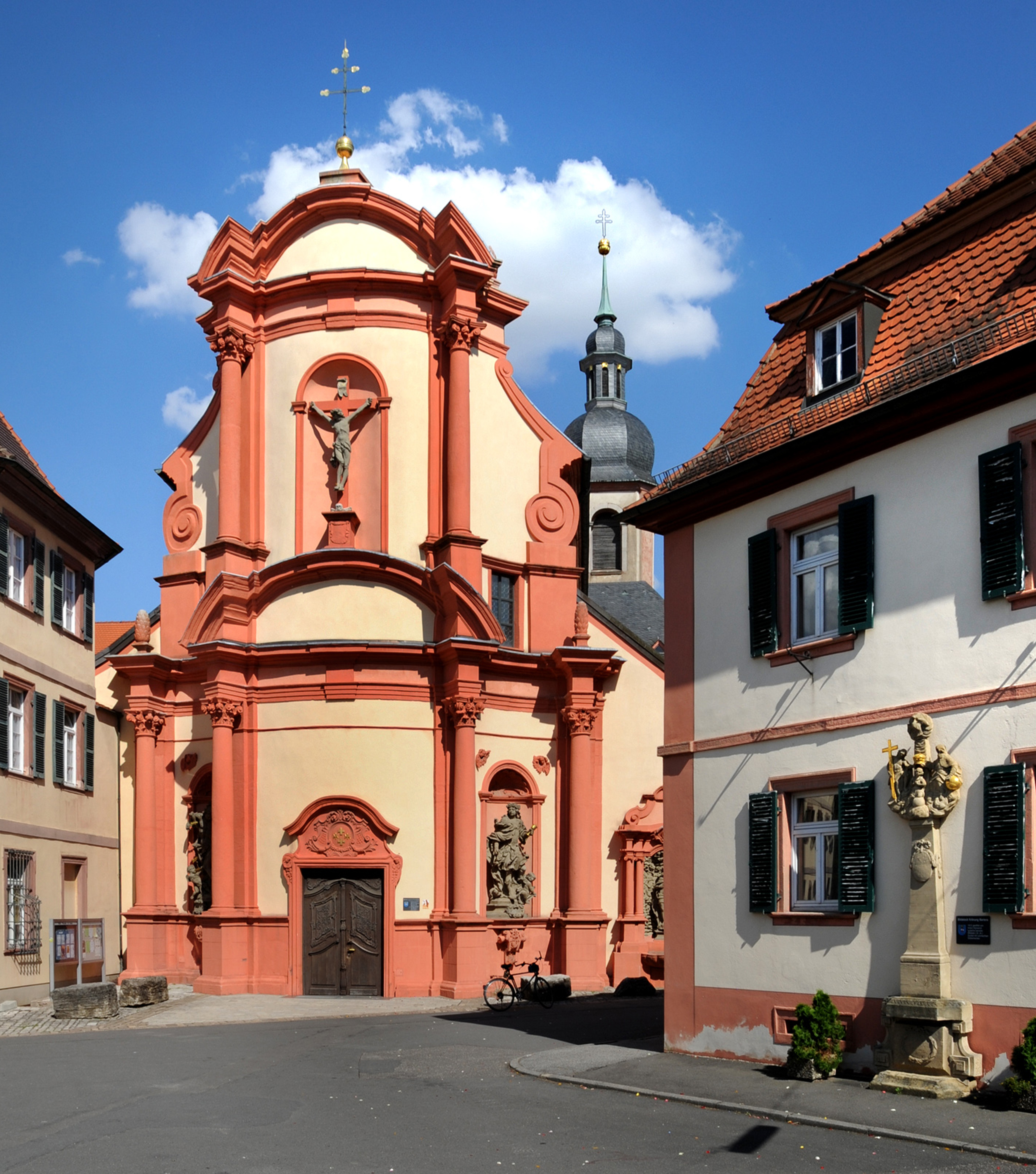
Heilig-Kreuz-Kirche,
Würzburger Straße 81

- Wagnerstraße – im Stadtteil Unterbalbach
- Waldring – in den Stadtteilen Lauda und Oberlauda, an der Grenze der Teilgemarkungen
- Waldstraße – im Stadtteil Gerlachsheim, in Richtung Kützbrunn
- Wallgrabenstraße – im Stadtteil
- Wehrgang – im Stadtteil Lauda
- Weinbergsweg – im Stadtteil Deubach
- Weinsteige – im Stadtteil Unterbalbach
- Weinstraße – im Stadtteil Beckstein, als Ortsdurchgangsstraße
- Wiesenweg – im Stadtteil Oberbalbach
- Wilhelmstraße – im Stadtteil Königshofen
- Winzerweg – im Stadtteil Gerlachsheim
- Würzburger Straße – im Stadtteil Gerlachsheim; als Ortsdurchgangsstraße, auch als L 511 bezeichnet; führt in Richtung Grünsfeld und dann weiter bis nach Würzburg

## Z
- Zähringerstraße – im Stadtteil Lauda
- Zehntgasse – im Stadtteil Lauda
- Zobelgasse – im Stadtteil Lauda
- Zufahrtsstraße – im Stadtteil Lauda
- Zum Schönblick – im Stadtteil Gerlachsheim
- Zum Sportfeld – im Stadtteil Gerlachsheim, im Bereich der Sportanlagen (Fußball, Tennis)
- Zur Ilm – im Stadtteil Marbach
- Zwischen den Bächen – im Stadtteil Unterbalbach

## Rad- und Wanderwege
- Balbachtalradweg bei den Stadtteilen Unterbalbach und Oberbalbach (mit der Georgsmühle am Radweg)
- Grünbachtalradweg beim Stadtteil Gerlachsheim
- Jakobsweg Main-Taubertal
  - Etappe 5: Tauberbischofsheim – Lauda.[2]
  - Etappe 6: Lauda – Bad Mergentheim – Markelsheim.[2]
- Muckbachtalradweg beim Stadtteil Heckfeld
- Panoramaweg Taubertal
  - Etappe 3: Bad Mergentheim – Lauda – Tauberbischofsheim[3]
  - Ergänzende Etappe Nr. 3: „Zu sakralen Kunstdenkmälern“, Abschnitt in Gerlachsheim und Lauda[3]
- Schüpfbachtalradweg beim Stadtteil Heckfeld
- Taubertalradweg, tauberabwärts bei den Stadtteilen Unterbalbach, Königshofen, Lauda und Gerlachsheim